# Sångdoradito
Sångdoradito (Pseudocolopteryx flaviventris) är en fågel i familjen tyranner inom ordningen tättingar.

## Utseende och läte
Sångdoraditon är en liten och tvåfärgad flugsnappare. Ovansidan är olivbrun och undersidan gul. På hjässan syns en rostfärgad fläck. Liknande argentinadoraditon har mer olivgrön och mindre brunaktig rygg. Lätet består av en serie gnissliga nasala toner som återges "chek, chek, chek, chek-chick-chick-chiquetik". 

## Utbredning och systematik
Fågeln förekommer från sydligaste Brasilien till östra Bolivia, Uruguay och östra Argentina. Den behandlas som monotypisk, det vill säga att den inte delas in i några underarter.

## Levnadssätt
Sångdoraditon hittas i våtmarker med högt gräs, framför allt med tillgång på säv. Den är vanligen svår att få syn på, men under flyttningen kan den ses i olika typer av områden med högt gräs.

## Status
Arten har ett stort utbredningsområde och beståndet anses vara stabilt. Internationella naturvårdsunionen IUCN listar den därför som livskraftig (LC).